# Rejon jantikowski
Rejon jantikowski (ros. Янтиковский район, czuw. Тăвай районĕ) – rejon w należącej do Rosji nadwołżańskiej republice Czuwaszji.

## Położenie i powierzchnia
Rejon jantikowski leży we wschodniej części republiki i ma powierzchnię 524,4 km². Większość obszaru stanowią obszary rolnicze, zwłaszcza pastwiska. Sporą część terytorium rejonu (21%) porastają lasy. Przez rejon płyną dość liczne, choć niewielkie rzeki

## Klimat
Rejon leży w klimacie umiarkowanym kontynentalnym. Średnia temperatura powietrza w styczniu to –13 °C, a w lipcu – +18,7 °C. Najniższa zanotowana w rejonie jantikowskim temperatura to –42 °C, zaś najwyższa – +37 °C. Rocznie na tym obszarze notuje się 490 mm opadów, które występują głównie w ciepłej połowie roku.

## Ludność
1 stycznia 1999 r. w rejonie jantikowskim żyło ok. 19,3 tys. osób. Całość populacji stanowi ludność wiejska, gdyż na obszarze tej jednostki podziału administracyjnego nie ma miast.
Gęstość zaludnienia w rejonie wynosi 38 os./km².
Zdecydowaną większość ludności (ponad 90%) stanowią Czuwasze. Żyją tu ponadto także m.in. Rosjanie, Tatarzy, Mordwini i Ukraińcy.

### Stolica i ośrodki osadnicze
Ośrodkiem administracyjnym rejonu jest duża wieś Jantikowo, licząca ok. 3,8 tys. mieszkańców (1999 r.). Oprócz niej na terenie rejonu znajduje się 31 innych wsi.

## Gospodarka
Podstawą gospodarki w rejonie jest dobrze rozwinięte wielosektorowe rolnictwo. Jest ono nastawione głównie na hodowlę o kierunku mleczno-mięsnym (bydło domowe i świnie). Ponadto istotne znaczenie ma uprawa ziemniaków, zbóż, warzyw i chmielu.
Przemysł nie ma dla gospodarki rejonu większego znaczenia i pełni rolę służebną względem rolnictwa, przetwarzając płody rolne, zarówno na potrzeby wewnętrznego rynku rejonu, jak i dla pozostałych części kraju. Ponadto istnieją niewielkie inne zakłady przemysłowe, jak np. szwalnie. Cały przemysł rejonu skupiony jest w Jantikowie.

## Historia
Rejon utworzono 9 stycznia 1935 r.